# Lista över botaniska trädgårdar
Det här är en lista över botaniska trädgårdar och herbarier i världen sorterade efter land.

## Argentina
- Jardín Botánico Dr. Miguel J. Culaciati
- Jardín Botánico, Oro Verde

## Australien
- Australian National Botanic Gardens, Canberra, Australian Capital Territory
- Botanic Gardens and State Herbarium, Adelaide, South Australia
- City Botanic Gardens, Brisbane, Queensland

## Belgien
- Jardin Botanique National de Belgique/Nationale Plantentuin van België
- Jardin botanique de Bruxelles/Kruidtuin
- Hortus Botanicus Lovaniensis

## Danmark

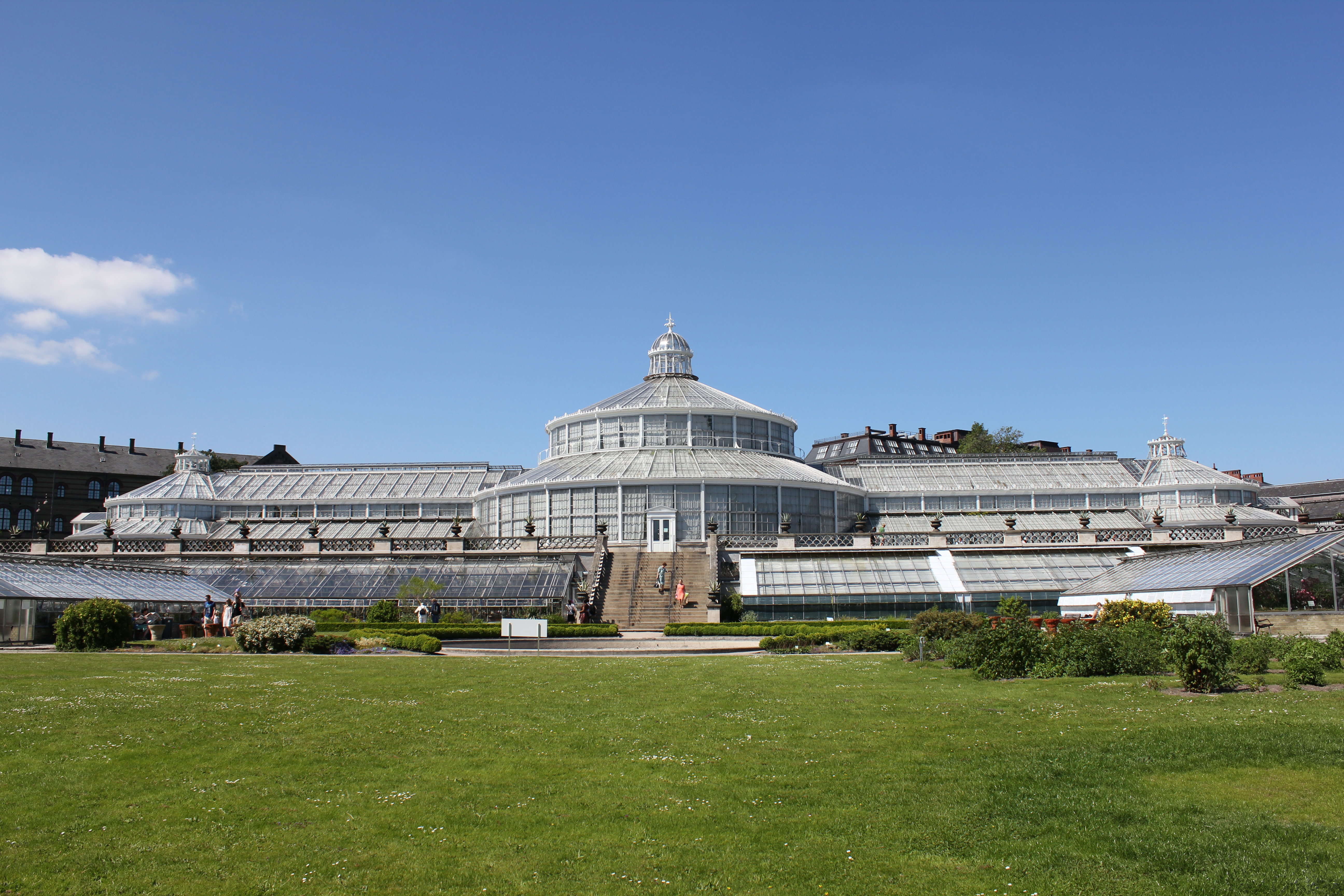
"Palmehuset" i Botanisk Have, Köpenhamn.

- Botanisk Have, Århus
- Botanisk Have, Köpenhamn

## Finland
- Botania, Östra Finlands universitet i Joensuu
- Helsingfors universitets botaniska trädgård
  - Gumtäkt botaniska trädgård
- Jyväskylä universitets botaniska trädgård
- Uleåborgs universitets botaniska trädgård
- Åbo universitets botaniska trädgård

## Frankrike
- Jardin des Plantes (Paris)
- Jardins de Drulon (Cher)

## Italien
- Botaniska trädgården i Padua

## Kanada

### Alberta
- Devonian Botanic Garden, University of Alberta

## Kroatien
- Botaniska trädgården, Zagreb

## Litauen
- Vytautas Magnus-universitetets botaniska trädgård i Kaunas

## Nederländerna
- Botanische Tuinen Universiteit Utrecht
- Hortus Botanicus Amsterdam
- Hortus Botanicus Leiden

## Norge
- Tromsø arktisk-alpine botaniske hage, Universitetet i Tromsø[1]
- Ringve botaniske hage, Universitetet i Trondheim[2]
- Arboret og Botanisk hage på Milde, Universitetet i Bergen[3]
- Botanisk hage, Naturhistorisk museum, Universitetet i Oslo[4]
- Stavanger Botaniske Hage, Stavanger kommune[5]
- Rogaland Arboret, Espeland, Sandnes[6]
- Agder naturmuseum og botaniske hage, Kristiansand[7]

## Portugal

### Azorerna
- Terra Nostraparken, São Miguel

## Spanien

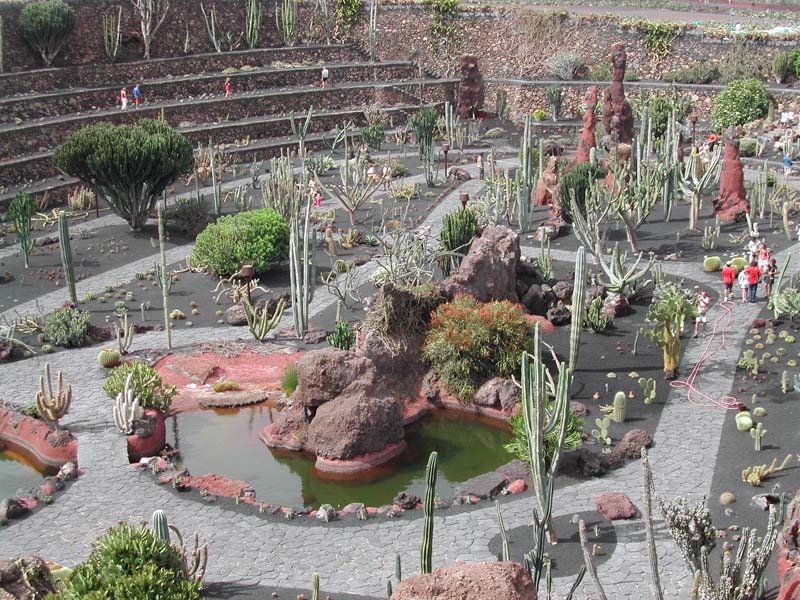
Kaktusträdgård på Lanzarote.

- Real Jardín Botanica Juan Carlos I, Universidad de Alcala
- Jardín Botánico de Barcelona
- Jardín Botánico Canario Viera y Clavijo
- Jardín Botánico de Córdoba
- Jardín Botánico de Coria
- Real Jardín Botánico de Madrid, Spain
- Jardí Botanic Marimurtra
- Jardí Botánico Mar i Murtra
- Jardín Botánico de la Cortijuela, Granada (Jardín Botanico Universitario de Sierra Nevada)
- Jardín Botánico Pinya de Rosa
- Jardín Botánico de Sóller, Baleares
- Jardín Botánico de Valencia
- Jardín Botánico Viera y Clavijo (Las Palmas de Gran Canaria)
- Jardín de Cactus, Lanzarote
- Parque de Berlin, Madrid

## Storbritannien

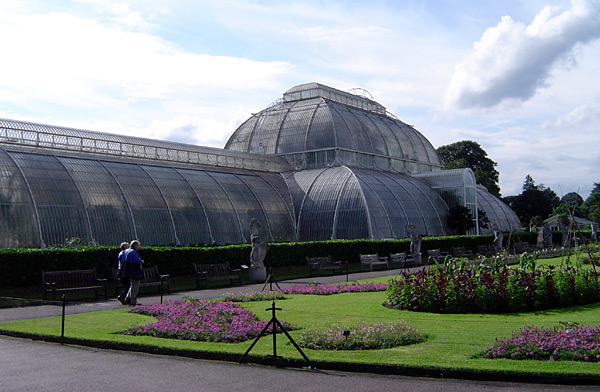
Kew Gardens i London.

- Botanic Gardens Conservation International (BGCI)
- Borde Hill Garden, Sussex
- Brickmans Botanical Country Garden
- Cambridge University Botanic Garden
- Chelsea Physic Garden, London
- Cruickshank Botanic Gardens, Scotland
- University of Durham Botanic Garden
- Edenprojektet, Cornwall
- Royal Botanic Garden, Edinburgh
- Harlow Carr Botanical Gardens, Harrogate
- Harris Garden, University of Reading
- Kew Gardens, London

## Sverige

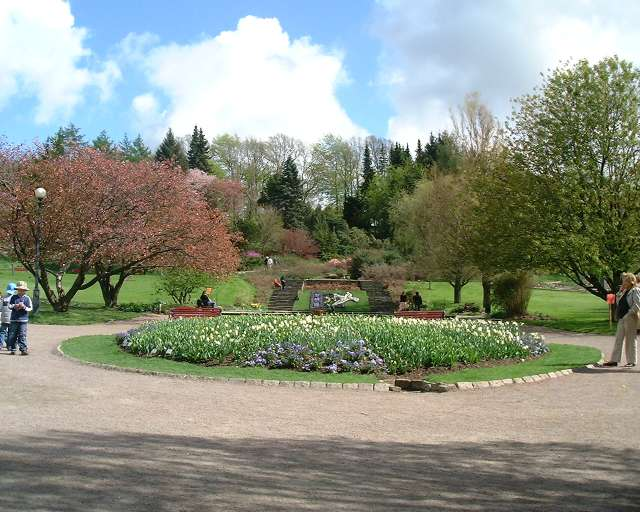
Göteborgs botaniska trädgård

- Alnarpsparken, Sveriges lantbruksuniversitet, Alnarp
- Bergianska trädgården, Stockholm
- Botaniska trädgården, Lund
- Botaniska trädgården i Skara
- Botaniska trädgården, Uppsala
- Botaniska trädgården, Västerås
- DBW:s trädgård, Visby
- Fjällbotaniska trädgården, Hemavan
- Fredriksdal museer och trädgårdar, Helsingborg
- Göteborgs botaniska trädgård, Göteborg
- Jokkmokks fjällträdgård
- Linnéträdgården, Uppsala
- SLU Kunskapsparken, Uppsala
- Wisingsborgs Trädgård, Visingsö[8]

## Sydafrika
- Free State National Botanical Garden, Bloemfontein
- Harold Porter National Botanical Garden, Betty's Bay
- Karoo National Botanical Garden, Worcester
- Kirstenbosch National Botanical Garden, Cape Town
- Lowveld National Botanical Garden, Nelspruit

## Tyskland

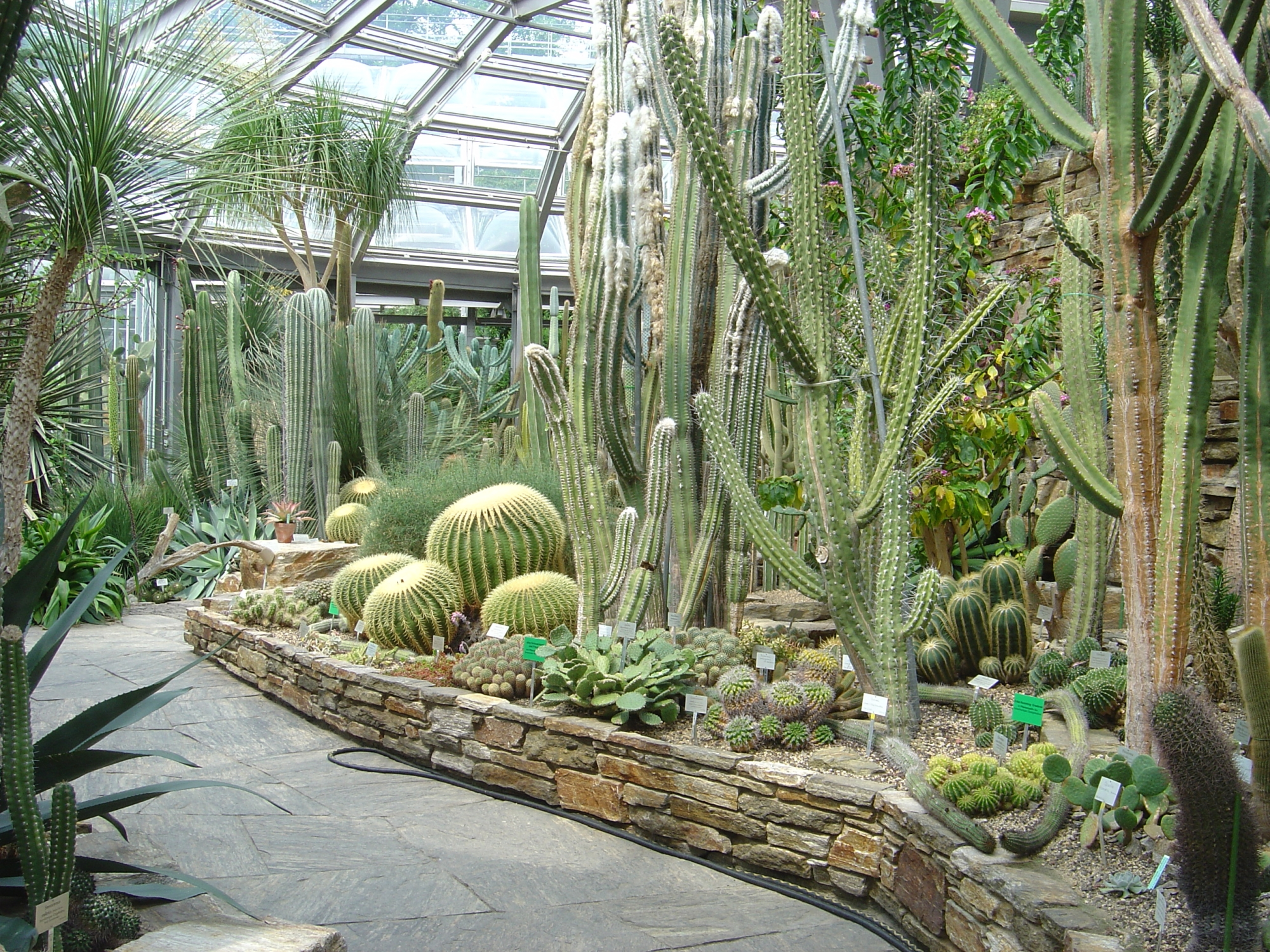
Botaniska trädgården i Berlin.

- Botanischer Garten der RWTH Aachen
- Botanischer Garten Adorf
- Botanischer Garten der Stadt Altenburg
- Botanischer Garten der Stadt Augsburg
- Botanischer Garten Berlin

## USA
- Batram's Garden, Philadelphia

### Alabama
- Bellingrath Gardens and Home
- Birmingham Botanical Gardens
- Huntsville-Madison Botanical Garden

### Alaska
- The Georgeson Botanical Garden, Fairbanks

### Arizona
- The Arboretum at Flagstaff
- Arizona Cactus Botanical Garden, Bisbee
- Arizona-Sonora Desert Museum
- Boyce Thompson Southwestern Arboretum, Superior
- Desert Botanical Garden, Phoenix
- Forever Ranch and Gardens
- Tohono Chul Park, Tucson
- Tucson Botanical Gardens

### Kalifornien
- South Coast Botanic Garden, Palos Verdes

### Missouri
- Missouri Botanical Garden, Saint Louis

### New York
- New York Botanical Garden, New York (Bronx)